# Sankt Georgen am Reith
Sankt Georgen am Reith là một thị trấn ở huyện Amstetten trong bang Niederösterreich ở nước Áo. Đô thị này có diện tích 40,1 km², dân số năm 2001 là 575 người.